# Оборона района
Оборона района (англ. area defense) — способ ведения позиционных оборонительных действий, предусмотренный боевыми уставами американской армии 60-х и 70-х годов XX века. После 1982 года этому термину на смену пришёл термин «позиционная оборона».

## Основные положения
Оборона района заключалась в упорном удержании тактически выгодных точек местности при тщательном оборудовании полос обороны, инженерных заграждений и наиболее полном задействовании всех имеющихся огневых возможностей своих войск. Как правило, к обороне района прибегали с целью нанесения противнику максимального ущерба и сохранения целостности своей оборонительной полосы в условиях недостаточной глубины обороны и на тех типах ландшафта, которые ограничивают маневрирование силами и средствами. Для осуществления обороны района считалось целесообразным использовать те части и подразделения, которые уступают в мобильности войскам неприятеля, помимо этого оборона района могла применяться в комбинации с приёмами мобильной обороны, особенно на оперативном уровне.
Американские военные теоретики считают данный способ боевых действий классическим. При ведении обороны района американская механизированная дивизия могла действовать в полосе глубиной до 30 км и шириной по фронту 20—30 км.

### Организационные особенности
Приступая к обороне района предполагалось во всех звеньях от бригады и выше создавать передовой район обороны и район расположения резервов. По мнению американских специалистов «становым хребтом» всей оборонительной системы являлись средства противотанковой обороны.
Передовой район обороны предназначался для размещения войск первого эшелона и считался основным элементом всего оборонительного комплекса. В его пределах возводились оборонительные рубежи, огневые позиции полевой артиллерии и средств ПВО, позиционные районы ракетных войск, пункты управления, системы инженерных заграждений и т. п. Подразделения первого эшелона выстраивали свои позиции в виде взводных и ротных опорных пунктов, которые подготавливались к круговой обороне. Если непосредственное соприкосновение обороняющихся сил с противником отсутствовало, то перед расположением их передового района обороны оборудовалась полоса обеспечения глубиной 15—25 км. На ней располагались позиции для корпусных войск прикрытия, дивизионных сил общего и боевого охранения первого эшелона, обустраивались различные препятствия и минно-взрывные заграждения.
Район расположения резервов должен был обеспечить их рассредоточенное и скрытное размещение, а также — возможность быстрого выдвижения для решения всего спектра задач (нанесения контрударов и т. п.). Его инженерная подготовка заключалась в установке заграждений, оборудовании оборонительного рубежа, отсечных позиций и рубежей развёртывания.

### Боевой порядок и система огня
Войска располагались, как правило, в два эшелона, первый из которых должен был иметь не менее двух третей всех сил и средств, а второй, с остатками войск, — выполнять функции резерва.
Перед соединениями и частями первого эшелона ставилась задача принять на себя удар противника, отразить его, остановить продвижение вражеских войск и удержать занимаемые рубежи. В это время второй эшелон должен был выполнять функции усиления обороны на кризисных направлениях, а также — блокировать и ликвидировать прорвавшиеся группировки врага путём контратак и нанесения им огневого поражения.
Система огня выстраивалась с расчётом скоординированного по задачам, месту и времени применения всех огневых средств с целью постоянного и нарастающего огневого воздействия на противника. Её предполагалось строить на увязывании огня всех средств поражения (включая ядерные удары, авиаудары тактической и армейской авиации, полевой артиллерии и т. п.) с характером местности и системой заграждений.

## Сценарий использования
Для успешной реализации обороны района и срыва наступательных порывов противника ещё до выхода его сил к переднему краю предусматривалось ведение боевых действий на дальних подступах, нанесение упреждающих ударов и артиллерийской контрподготовки. В полосе обеспечения его силы должны были становиться мишенью для войск прикрытия, чье задачей являлась дезорганизация наступления противника, снижение его темпов, введение в заблуждение относительно истинной конфигурации оборонительных линий путём применения минных постановок, использования контратак и разного рода сдерживающих действий. С появлением противника у переднего края не исключалось нанесение по нему ударов передовыми силами после проведения соответствующей контрподготовки.
Наиболее ответственным и напряжённым этапом считались боевые действия за передовой район обороны. Во время их ведения задачей первого эшелона являлось долговременное удержание своих позиций и нанесение силам врага максимально возможного урона. В случае уничтожения элементов боевого построения сил первого эшелона, предполагалось, что целостность боевого порядка должна восстанавливаться за счёт общего резерва или частей второго эшелона. Если же передовые позиции удержать было невозможно и боевые действия перекидывались вглубь занимаемой территории, то вклинившиеся группировки противника предполагалось подвергать контрударам для восстановления оборонительного периметра. В случае, если эти контратаки не приносили результата, то в ход шла тактика блокирования прорвавшегося противника для ввода в бой резервов вышестоящих инстанций.